# 阿尔方斯·朱安
阿尔方斯·朱安（Alphonse Juin，1888年12月16日—1967年1月27日），法国远征军总司令、法军总参谋长。
朱安出生于阿尔及利亚，1912年毕业于法国圣西尔军校，被分到阿尔及利亚第1步兵团任职。他参加过第一次世界大战，1938年12月晋升为准将。
1940年5月10日德军入侵卢森堡、比利时、荷兰、法国四国，5月30日他成为德军的俘虏。1941年2月晋升为少将。1941年6月被德军释放。1941年11月晋升为中将，出任法国驻北非陆军总司令。1942年11月至1943年5月率法国特遣部队与盟军一起参加突尼斯战役。1942年12月晋升为上将。1943年8月出任法国登陆部队（1944年1月正式称为法国远征军）总司令，准备与盟军一同登陆意大利。法军部队被编入美国第5集团军序列，参加了进攻“古斯塔夫防线”的著名战役。1944年7月被免去法国远征军总司令职务， 8月改任自由法国国防部总参谋长（法军总参谋长），全盘负责法军的工作。
1947年至1951年出任法属摩洛哥总督。1950年12月出任北约中欧战区盟军司令部司令。1952年5月晋升为法国元帅，同年當選法蘭西學院院士。